# Andrzej Misiorowski

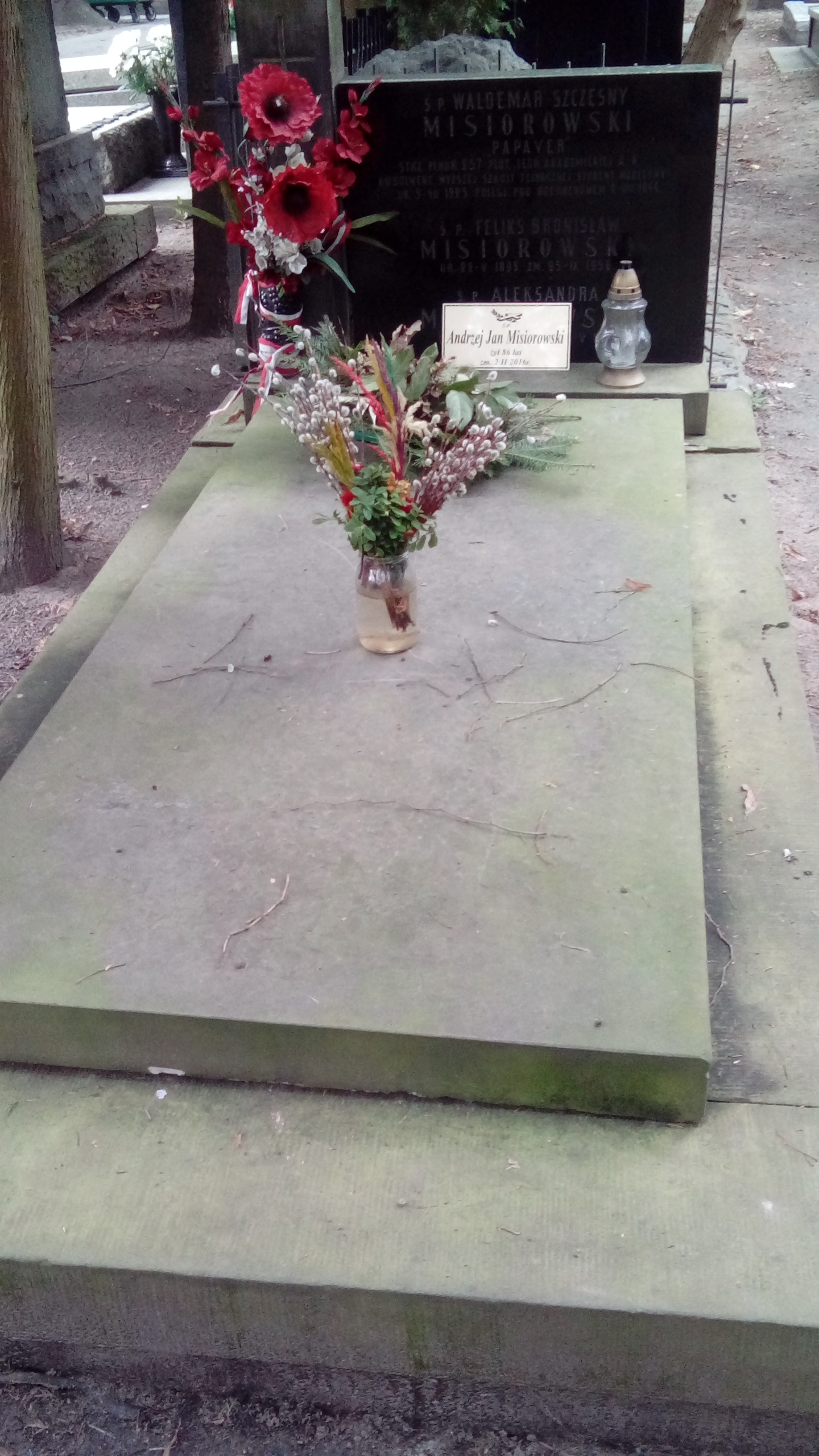
Grób Andrzeja Misiorowskiego na Cmentarzu wojskowym na Powązkach

Andrzej Jan Misiorowski (ur. 22 stycznia 1930 w Warszawie, zm. 2 lutego 2016) – polski konserwator zabytków, doktor inżynier architekt, działacz podziemia niepodległościowego w czasie II wojny światowej, w ramach organizacji młodzieżowej „Orlęta”, uczestnik powstania warszawskiego, kapitan WP w stanie spoczynku. Współtwórca Stowarzyszenia Konserwatorów Zabytków oraz pierwszy prezes Oddziału Warszawskiego SKZ.

## Życiorys
Urodził się na warszawskiej Pradze jako syn urzędnika skarbowego Feliksa Misiorowskiego – działacza PPS. Od 1939 roku mieszkał wraz z rodzicami i bratem na warszawskim Żoliborzu. W okresie okupacji niemieckiej cała jego najbliższa rodzina działała w ramach konspiracji; jego ojciec był działaczem podziemnego PPS-WRN, zaś Andrzej Misiorowski był działaczem konspiracyjnej organizacji młodzieżowej „Orlęta”, uczęszczał również na tajne komplety. W czasie powstania warszawskiego był łącznikiem cywilnym w ramach Obwodu Żoliborz AK, jako łącznik służb starościńskich. Po powstaniu wyszedł z Warszawy wraz z ludnością cywilną. W czasie powstania zginął jego brat (żołnierz 237. plutonu kompanii Legii Akademickiej). Po wojnie powrócił wraz z rodzicami do Warszawy. Jego rodzice byli więźniami politycznymi w okresie stalinizmu.
Był pracownikiem Biura Odbudowy Stolicy w ramach którego był między innymi autorem projektu odbudowy staromiejskich kamienic oraz pracownikiem Przedsiębiorstwa Państwowego Pracowni Konserwacji Zabytków w ramach którego był z kolei autorem projektów odbudowy, rekonstrukcji, konserwacji i adaptacji obiektów zabytkowych w tym między innymi: kamienicy Fryderyka Jakobsona w Warszawie, zamku książąt mazowieckich w Czersku, synagogi w Chęcinach, komory celnej przy Placu Krasińskich w Warszawie, X Pawilonu Cytadeli Warszawskiej oraz klasztoru kamedulskiego w Wigrach w powiecie suwalskim.
Pełnił funkcję eksperta ds. zabytków Komitetu UNESCO. Brał udział w pracach konserwatorskich również poza granicami Polski w tym między innymi w Estonii, Egipcie oraz Niemczech, był uczestnikiem międzynarodowych misji w sprawie ochrony zabytków w Egipcie, Libii oraz Wietnamie.
Pochowany na cmentarzu Powązki Wojskowe w Warszawie (kwatera A27-10-27).

## Wybrane odznaczenia
- Krzyż Armii Krajowej[2],
- Warszawski Krzyż Powstańczy[2]